# Tsoar
« Zoar » redirige ici. Pour les autres significations, voir Zoar (Ohio) et Zoar (Terre-Neuve-et-Labrador).

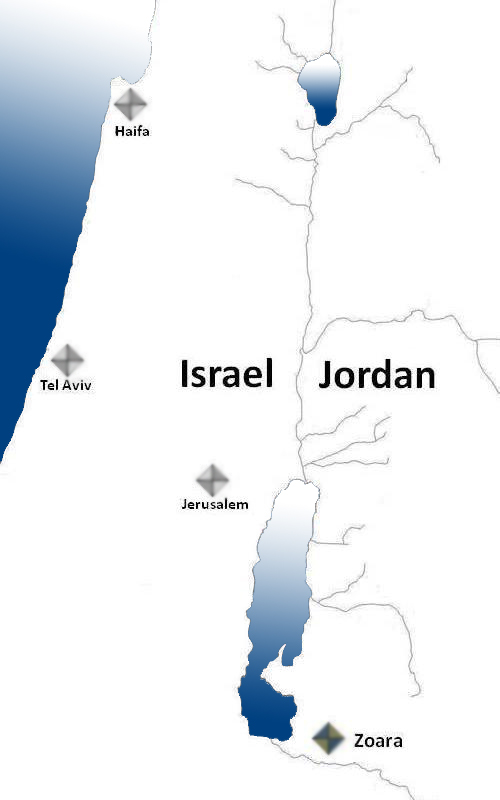
Éventuelle location de Tsoar.

Tsoar, aussi écrit Tsoara, Zoar ou encore Ségor (hébreu : צוער, petitesse, insignifiant ; anglais : Zoara) autrefois nommée Bala ou Béla (Gn 14,8) est une petite ville évoquée dans la Torah (et donc la Bible). On la situe dans la plaine du Jourdain (Gn 13,10) près de la mer Morte. Elle est notoire pour avoir abrité Loth et sa famille du désastre qui détruisit Sodome et Gomorrhe, mais aussi ses villes voisines de la plaine. Tsoar est la seule ville des cinq présentes dans la plaine à avoir été épargnée par Dieu.

## Description de Tsoar
La ville est située à l'extrême sud-est de la mer Morte. Son nom évoque sa petitesse par comparaison aux villes voisines, notamment Sodome, Gomorrhe, Tseboïm et Adama, toutes dans la même région de la vallée de Siddim. La Bible n'évoque pas clairement la géographie du lieu mais à plusieurs reprises on y évoque la présence de palmeraies, signe de fertilité. Toutefois la région de la vallée de Siddim (Gn 14,10) est aussi décrite comme couverte de puits de bitume.

## La guerre contre Kedorlaomer
Béla (car elle ne s'appelle pas encore Tsoar à cette période) est une des cinq villes qui ont fait la guerre contre le roi Kedorlaomer du royaume d'Élam (au sud-ouest du plateau Iranien). Pendant douze ans ils avaient été soumis à Kedorlaomer. La treizième année ils se révoltèrent. La quatorzième année ils s'opposèrent à lui et ses trois alliés (Tideal, roi de Gojim, Amraphel, roi de Schinear, Arjoc roi d'Ellasar) lorsqu'ils progressèrent dans leur direction dans la vallée de Siddim. La bataille fut une défaite. Sodome et Gomorrhe furent pillées et le neveu d'Abraham, Loth, fut capturé. Ce n'est qu'avec l'armée de trois cent dix huit hommes de la maison d'Abraham que le roi Kedorlaomer fut vaincu.

## L’étape de la fuite de Loth
Tsoar est une ville étape dans la fuite de Sodome par Loth et sa famille (Gn 19,20-30). Dieu demande à Loth de quitter la ville et lui fait part de son souhait de détruire Sodome. Dieu veut avant tout l’épargner (Gn 19,16). La montagne que Dieu cherche à lui faire atteindre est trop éloignée pour Loth. Il demande grâce à Dieu de lui permettre de se réfugier dans une ville qu’il désigne deux fois par l’adjectif « petite ». C’est ainsi que la ville autrefois nommée Béla fut nommée Tsoar (en hébreu : petitesse, insignifiant). Loth et ses deux filles ne restent pas à Tsoar, ils la quittent rapidement pour rejoindre la montagne initialement choisie par Dieu.
Bien que la Bible ne soit pas explicite sur la position exacte, on peut supposer que la femme de Loth périt dans cette ville pour avoir regardé la destruction de Sodome et de Gomorrhe (Gn 19,26).

## Tsoar dans la Bible
Tsoar apparaît ailleurs que dans la Genèse. Dans le Deutéronome (34,3) lorsque Dieu emmène Moïse observer tout le pays qu’il avait promis à ses ancêtres, il est fait référence de Tsoar. Dans Isaïe (15,5) et dans Jérémie (48,34).

## Autres références
Eusèbe de Pamphile de Césarée (évêque de Césarée en Palestine au IVe siècle) fait référence à Tsoar dans son recueil de nom de lieu l'Onomasticon.
La carte de Madaba, une mosaïque dans l'église Saint-George de Madaba, en Jordanie, fait apparaître la ville de Tsoar à l'extrême sud-est de la mer Morte. Elle y est représentée en ville fortifiée entourée de palmiers.